# 풍양현
풍양현(豐壤縣)은 현재의 경기도 남양주시 진건읍, 진접읍, 오남읍 일대에 있었던 조선 초기의 행정 구역이다. 풍양 조씨의 관향이기도 하다. 그 중심지는 현재의 진건읍 송능리에 있었다. 역사적으로 골의노현(骨衣奴縣), 황양현(荒壤縣) 등으로 불렸다. 1427년 양주목에 편입되어 사라졌다. 현재는 남양주시 풍양출장소 등 명칭이 남아 있다. 이 지역의 중심지는 접동면 내곡리였다가 현재의 진접읍에 이른다. 단, 현재의 풍양출장소는 진건읍은 관할하지 않고 진접읍, 오남읍, 퇴계원면, 별내면, 별내동을 관할하고 있다.